# 圣科姆迪蒙
圣科姆迪蒙（法語：Saint-Côme-du-Mont，法語發音：[sɛ̃ kom dy mɔ̃]）是法国芒什省的一个旧市镇，属于圣洛区。2016年，圣科姆迪蒙和另外3个市镇合并新市镇卡朗唐莱马赖。

## 地理
圣科姆迪蒙（49°20'9"N, 1°16'20"W）面积12.91 平方千米，位于法国诺曼底大区芒什省，该省份为法国西北部沿海省份，西、北、东北三面环大西洋，东起顺时针与卡爾瓦多斯省、奧恩省、马耶讷省和伊勒-维莱讷省接壤。
与圣科姆迪蒙接壤的市镇（或旧市镇、城区）包括：昂戈维尔欧普兰、卡朗唐、阿普维尔、歐韋爾、布雷旺、卡朗唐莱马赖、韦维尔、圣伊莱尔珀蒂维尔。

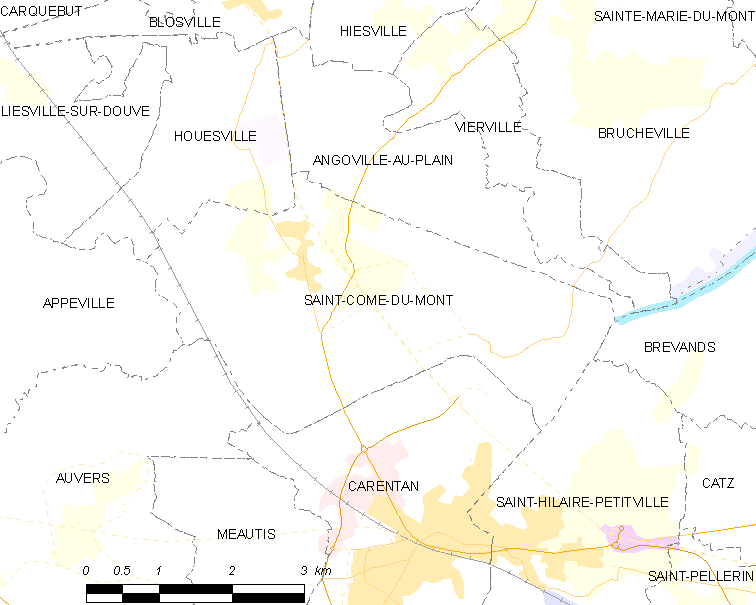
圣科姆迪蒙的OSM定位图

圣科姆迪蒙的时区为UTC+01:00、UTC+02:00（夏令时）。

## 行政
圣科姆迪蒙的邮政编码为50500，INSEE市镇编码为50458。

## 政治
圣科姆迪蒙所属的省级选区为卡朗唐莱马赖县。

## 人口

1962-2008年间圣科姆迪蒙人口变化图示

圣科姆迪蒙于2018年1月1日时的人口数量为501人。